# Balkan Football League 2020
La Balkan Football League 2020 avrebbe dovuto essere la 1ª edizione dell'omonimo torneo di football americano.
Il torneo non è stato disputato a causa della pandemia di COVID-19 del 2019-2021.

## Squadre partecipanti
| Club                  | Città    | Stadio | Sponsor ufficiale | Risultato nella stagione 2019 |
| --------------------- | -------- | ------ | ----------------- | ----------------------------- |
| Belgrade Blue Dragons | Belgrado |        |                   |                               |
| Bucharest Rebels      | Bucarest |        |                   |                               |
| Kikinda Mammoths      | Kikinda  |        |                   |                               |
| Novi Sad Wild Dogs    | Novi Sad |        |                   |                               |
| Sarajevo Spartans     | Sarajevo |        |                   |                               |
| Zagreb Patriots       | Zagabria |        |                   |                               |

## Stagione regolare

### Calendario

#### 1ª giornata
| 28 marzo 2020 | Kikinda Mammoths | – | Belgrade Blue Dragons |  |

#### 2ª giornata
| 4 aprile 2020 | Zagreb Patriots | – | Sarajevo Spartans |  |

#### 3ª giornata
| 25 aprile 2020 | Zagreb Patriots | – | Novi Sad Wild Dogs |  |

#### 4ª giornata
| 9 maggio 2020 | Novi Sad Wild Dogs | – | Sarajevo Spartans |  |

| 10 maggio 2020 | Belgrade Blue Dragons | – | Bucharest Rebels |  |

#### 5ª giornata
| 16 maggio 2020 | Sarajevo Spartans | – | Zagreb Patriots |  |

| 17 maggio 2020 | Kikinda Mammoths | – | Bucharest Rebels |  |

#### 6ª giornata
| 23 maggio 2020 | Novi Sad Wild Dogs | – | Zagreb Patriots |  |

| 23 maggio 2020 | Bucharest Rebels | – | Belgrade Blue Dragons |  |

#### 7ª giornata
| 30 maggio 2020 | Bucharest Rebels | – | Kikinda Mammoths |  |

#### 8ª giornata
| 5 giugno 2020 | Belgrade Blue Dragons | – | Kikinda Mammoths |  |

| 6 giugno 2020 | Sarajevo Spartans | – | Novi Sad Wild Dogs |  |

### Classifiche
Le classifiche della regular season sono le seguenti:
- PCT = percentuale di vittorie, G = partite giocate, V = partite vinte,  P = partite perse, PF = punti fatti, PS = punti subiti

#### Girone Est
| Pos. | Squadra               | PCT  | G | V | N | P | PF | PS |
| ---- | --------------------- | ---- | - | - | - | - | -- | -- |
| 1    | Belgrade Blue Dragons | .000 | 0 | 0 | 0 | 0 | 0  | 0  |
| 2    | Bucharest Rebels      | .000 | 0 | 0 | 0 | 0 | 0  | 0  |
| 3    | Kikinda Mammoths      | .000 | 0 | 0 | 0 | 0 | 0  | 0  |

#### Girone Ovest
| Pos. | Squadra            | PCT  | G | V | N | P | PF | PS |
| ---- | ------------------ | ---- | - | - | - | - | -- | -- |
| 1    | Novi Sad Wild Dogs | .000 | 0 | 0 | 0 | 0 | 0  | 0  |
| 2    | Sarajevo Spartans  | .000 | 0 | 0 | 0 | 0 | 0  | 0  |
| 3    | Zagreb Patriots    | .000 | 0 | 0 | 0 | 0 | 0  | 0  |

## Playoff

### Semifinali
| 2020 | TBD | – | TBD |  |

| 2020 | TBD | – | TBD |  |

### Finale
| 2020 | TBD | – | TBD |  |